# Cryptops beshkovi
Cryptops beshkovi är en mångfotingart som beskrevs av Matic och Stavropoulos 1988. Cryptops beshkovi ingår i släktet Cryptops och familjen Cryptopidae.
Artens utbredningsområde är Grekland. Inga underarter finns listade i Catalogue of Life.